# Chemosynteza
Chemosynteza – starszy ewolucyjnie od fotosyntezy i mniej od niej skomplikowany sposób autotrofizmu. Przeprowadzają go bakterie nazywane chemoautotrofami,  których źródłem energii do asymilacji dwutlenku węgla (CO2) są reakcje utlenienia prostszych związków nieorganicznych lub metanu. Odgrywa ona bardzo ważną rolę w obiegach pierwiastków ważnych biologicznie (np. azotu, węgla lub fosforu). Asymilacja dwutlenku węgla rozpoczyna się od karboksylacji rybulozo-1,5-bisfosforanu.
Chemosyntezę można podzielić na dwa etapy:
1. utlenianie związku chemicznego (odpowiednik fazy jasnej fotosyntezy, w którym dany organizm uwalnia energię użyteczną biologicznie (ATP),
2. związanie CO2 i produkcja glukozy (na tej samej zasadzie co faza ciemna fotosyntezy).

Wydajność chemosyntezy wynosi od 3 do 30%. Wydajność jest liczona jako stosunek energii  zgromadzonej w związkach węgla a energii powstającej podczas utleniania reduktorów.

## Przykłady chemosyntezy
Bakterie chemosyntetyzujące podzielono na:
- bakterie nitryfikacyjne:

bakterie z rodzaju Nitrosomonas (wykorzystują utlenianie amoniaku do azotynów):
2NH3 + 3O2 → 2HNO2 + 2H2O + energia (ok. 664 kJ)
bakterie z rodzaju Nitrobacter (wykorzystują utlenianie azotynów do azotanów):
2HNO2 + O2 → 2HNO3 + energia (ok. 151 kJ)
- bakterie siarkowe utleniające siarkowodór, siarkę pierwiastkową, tiosiarczany (S2O2−3), tetrationiany (S4O2−6) i inne nieorganiczne związki siarki[1]:

bakterie z rodzaju Beggiatoa (utleniają siarkowodór do siarki pierwiastkowej):
2H2S + O2 → 2H2O + 2S + energia (ok. 273 kJ)
bakterie z rodzaju Thiotrix (utleniają wolną siarkę do kwasu siarkowego):
2S + 2H2O + 3O2 → 2H2SO4 + energia (ok. 1193 kJ)
- bakterie wodorowe:

utleniają wodór do wody:
2H2 + O2 → 2H2O + energia (ok. 479 kJ)
- bakterie żelazowe:

utleniają sole żelaza(II) do żelaza(III):
2Fe(HCO3)2 + 1/2O2 + H2O → 2Fe(OH)3 + 4CO2 + energia (ok. 168 kJ)
- karboksybakterie[2]:

utleniają tlenek węgla (CO) do dwutlenku węgla (CO2):
2CO + O2 → 2CO2 + energia